# David Lambert (attore)
David Lambert (Baton Rouge, 29 novembre 1993) è un attore statunitense.
È noto in particolare come membro del cast della serie TV The Fosters dal 2013.

## Filmografia

### Cinema
- The Lifeguard, regia di Liz W. Garcia (2013)

### Televisione
- House of Payne – serie TV, episodio 2x15 (2007)
- Psych – serie TV, episodio 2x12 (2008)
- Pretty Handsome, regia di Ryan Murphy – film TV (2008)
- Aaron Stone – serie TV, 35 episodi (2009-2010)
- Padre in affitto (Sons of Tucson) – serie TV, episodio 1x11 (2010)
- Fratello scout (Den Brother), regia di Mark L. Taylor – film TV (2010)
- A Smile as Big as the Moon, regia di James Steven Sadwith – film TV (2012)
- Longmire – serie TV, episodio 1x10 (2012)
- The Fosters – serie TV, 104 episodi (2013-2018)

## Doppiatori italiani
Nelle versioni in italiano delle opere in cui ha recitato, David Lambert è stato doppiato da:
- Alessandro Campaiola in The Fosters, Good Trouble
- Gabriele Patriarca in Aaron Stone
- Fabrizio De Flaviis in Fratello scout
- Stefano Brusa in All Rise